# Rasbora argyrotaenia
Rasbora argyrotaenia är en fiskart som först beskrevs av Pieter Bleeker 1850.  Rasbora argyrotaenia ingår i släktet Rasbora och familjen karpfiskar. Inga underarter finns listade i Catalogue of Life.